# Castrodeza
Castrodeza ist ein Ort und eine spanische Gemeinde (municipio) mit 142 Einwohnern (Stand: 2024) im Zentrum der Provinz Valladolid in der Autonomen Region Kastilien-León.

## Lage und Klima
Die ca. 765 m hoch gelegene Gemeinde Castrodeza liegt in der Iberischen Meseta knapp 18 km (Fahrtstrecke) westlich von Valladolid. Das Klima im Winter ist kalt, im Sommer dagegen warm bis heiß; der spärliche Regen (ca. 517 mm/Jahr) fällt verteilt übers ganze Jahr.

## Bevölkerungsentwicklung
| Jahr      | 1970 | 1981 | 1991 | 2001 | 2011 | 2021 |
| Einwohner | 387  | 294  | 286  | 241  | 180  | 151  |

Der Bevölkerungsrückgang den 1950er Jahren ist im Wesentlichen auf die Mechanisierung der Landwirtschaft und die Aufgabe von bäuerlichen Kleinbetrieben zurückzuführen (Landflucht). 

## Sehenswürdigkeiten

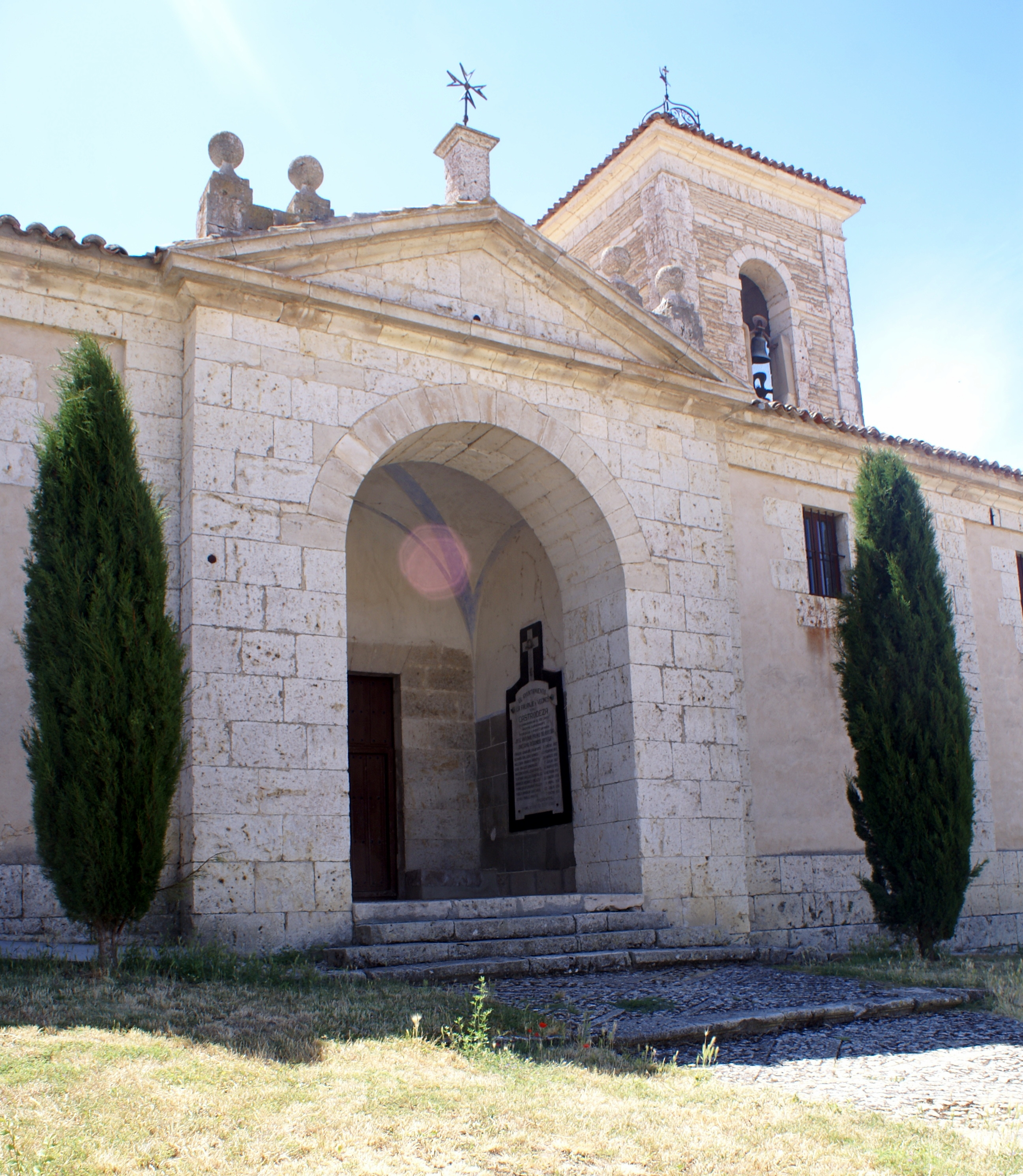
Marienkirche

- Marienkirche